# Slavko Hanžel
Slavko Hanžel, slovenski politik, * ?.
Med 26. januarjem 1993 in 16. decembrom 2001 je bil državni sekretar Republike Slovenije na Ministrstvu za promet in zveze Republike Slovenije.